# Menna Fitzpatrick
Menna Fitzpatrick (ur. 5 maja 1998 w Macclesfield) – brytyjska niedowidząca narciarka alpejska, paraolimpijka.

## Życiorys
Urodzona 5 maja 1998 r. Posiada wrodzoną wadę siatkówki, w efekcie której nie widzi na lewe oko, a widzenie prawym jest ograniczone do 5% normalnego.
Po raz pierwszy próbowała jeździć na nartach w wieku pięciu lat, podczas rodzinnego wyjazdu. W 2010 r. została zauważona przez trenera i rozpoczęła regularne treningi z narodową drużyną niepełnosprawnych sportowców zimowych British ParaSnowsport. W międzynarodowych zawodach debiutowała w 2012 roku, jej przewodniczką jest Jennifer Kehoe. Jako pierwsza brytyjska alpejka wygrała Puchar Świata Niedowidzących w 2016 r. i zdobyła brązowy medal w slalomie gigancie na Mistrzostwach Świata w 2017 r. w Tarvisio. W 2018 r. zakwalifikowała się na Igrzyska Paraolimpijskie w Kore.